# Quel cirque !
Quel cirque ! est le 29e album de la série de bande dessinée Boule et Bill, et le premier dessiné par Laurent Verron qui succède ainsi à Roba. L'ouvrage est publié en 2003 ; il porte le numéro 29 à la suite de la renumérotation de la série par l’éditeur.

## Présentation de l'album
Boule et Bill font des gags sur le thème des clowns, des magiciens ou du jonglage.

## Personnages principaux
- Boule, le jeune maître de Bill, jamais à court d'idées lorsqu'il s'agit d'aventures.
- Bill, le cocker roux susceptible et farceur.
- Caroline, la tortue romantique amoureuse de Bill.
- Pouf, le meilleur ami de Boule, qui entretient des rapports légèrement… conflictuels avec Bill !
- Les parents de Boule, toujours présents pour surveiller la petite famille et y mettre de l'ordre (ou non).

### Articles externes
- « Boule et Bill -29- Quel cirque ! », sur bedetheque.com.
- Boule et Bill - Tome 29 : Quel cirque ! sur dargaud.com (consulté le 13 mars 2022).